# Marcin Pietroń
Marcin Pietroń (ur. 24 stycznia 1986 w Zielonej Górze) – polski piłkarz występujący na pozycji pomocnika.

## Życiorys
Jest wychowankiem UKP Zielona Góra. W seniorskim zespole tego klubu zadebiutował wiosną 2003 roku. W następnym sezonie odszedł do Zagłębia Lubin. W Ekstraklasie zadebiutował 9 kwietnia 2005 w zremisowanym 1:1 meczu z Górnikiem Zabrze. Do gry wszedł w 82. minucie, zmieniając Macieja Iwańskiego. Od 1 lipca 2005 do 30 czerwca 2006 przebywał na wypożyczeniu w Lechii Zielona Góra. 6 grudnia 2007 Pietroń wraz z innym piłkarzem Zagłębia, Mateuszem Bartczakiem, został zatrzymany w Poznaniu przez policję za posiadanie narkotyków. 29 sierpnia 2008 został piłkarzem Arki Gdynia. W latach 2009–2012 grał w Piaście Gliwice. 21 lutego 2012 odszedł do GKS Katowice. 28 lutego 2013 został zawodnikiem norweskiego Framu Larvik.